# Pigen i søgelyset
Pigen i søgelyset er en dansk film fra 1959.
- Manuskript Johannes Allen.
- Instruktion Bent Christensen.

Blandt de medvirkende kan nævnes:
- Vivi Bak
- Preben Neergaard
- Lily Broberg
- Buster Larsen
- Else Marie Hansen
- Osvald Helmuth
- Elga Olga Svendsen
- Kjeld Petersen
- Lone Hertz
- Klaus Pagh
- Agnes Rehni
- Grethe Mogensen
- Henry Nielsen
- Knud Hallest
- Torkil Lauritzen
- Gunnar Strømvad
- Hannah Bjarnhof
- Inge Ketti
- Bjørn Puggaard-Müller